# Chris J. Johnson
Christopher James "Chris" Johnson, född 29 augusti 1977 i Stoneham i Massachusetts, är en amerikansk skådespelare. Han är bland annat känd för att medverka i filmerna 47 Meters Down och Peppermint, samt i TV-serierna The Orville, The Vampire Diaries och South Beach.

## Liv och karriär
Johnson föddes i Stoneham i Middlesex County i delstaten Massachusetts. Han gjorde sin filmdebut år 2005 i filmerna Cursed och xXx 2 – The Next Level. År 2006 medverkade han i komedin Fifty Pills. Senare år 2011 spelade han rollen som Danny Mitchell i Lifetime-serien Against the Wall.
Johnson har gästskådespelat i TV-serier såsom På heder och samvete, Desperate Housewives, NCIS, CSI, Miss Match och The Vampire Diaries. Han har också spelat rollen som Vince i UPN-serien South Beach, gjort rösten till spelkaraktären Grosvenor McCaffrey i TV-spelet L.A. Noire samt spelat mot bland andra Hannah Ware i ABC-såpoperan Betrayal.

## Filmografi (i urval)
- 2002 – På heder och samvete (TV-serie) (även 2005)
- 2002 – CSI: Crime Scene Investigation (TV-serie)
- 2003 – Miss Match (TV-serie)
- 2003 – Ska du säga! (TV-serie)
- 2004 – Föräldrafritt (TV-serie)
- 2004 – NCIS (TV-serie)
- 2004 – Desperate Housewives (TV-serie)
- 2005 – Cursed
- 2005 – xXx 2 – The Next Level
- 2006 – South Beach (TV-serie)
- 2006 – Fifty Pills
- 2007 – Brottskod: Försvunnen (TV-serie)
- 2007 – Shark (TV-serie)
- 2009 – Behind Enemy Lines: Colombia (TV-serie)
- 2009 – The Vampire Diaries (TV-serie)
- 2010 – The Good Guys (TV-serie)
- 2011 – Against the Wall (TV-serie)
- 2012 – The Finder (TV-serie)
- 2013 – Body of Proof (TV-serie)
- 2013 – Under the Dome (TV-serie)
- 2013–2014 – Betrayal (TV-serie)
- 2014 – Chicago Fire (TV-serie)
- 2017 – 47 Meters Down
- 2018–nutid – The Orville (TV-serie)
- 2018 – Peppermint
- 2019 – 100 Days to Live
- 2022 – 9-1-1 (TV-serie)